# Metanfetamina
La metanfetamina (desoxiefedrina) es un psicoestimulante. Es un agente agonista adrenérgico sintético, estructuralmente relacionado con el alcaloide efedrina y con la hormona adrenalina. El compuesto es un líquido aceitoso a temperatura ambiente, insoluble en agua. El clorhidrato de metanfetamina se presenta como cristales blancos, muy solubles en agua o etanol.

## Historia
Se sintetizó en Japón, en 1919, tomando como modelo la molécula de la anfetamina. Sin embargo, sólo comenzó a comercializarse en 1938 con el nombre de methedrina. Originalmente se utilizaba en descongestivos nasales e inhaladores bronquiales.
En los años treinta del siglo pasado se vendía ampliamente sin receta, pero esto cambió. En la Alemania del partido nazi, se vendía inicialmente como tabletas de estimulante sin receta de 3mg, bajo el nombre comercial Pervitin. Aunque luego se restringió, durante la Segunda Guerra Mundial fue utilizada en el ejército y la aviación como estimulante de las tropas.
En 1971, el Convenio sobre Sustancias Sicotrópicas sometió a control la metanfetamina, ubicándola en la Lista II (Schedule II), por lo que su circulación se vio drásticamente reducida. Su prescripción actualmente es legal en unos pocos países, pero no en la mayoría. En el Reino Unido la forma oral está en Lista II (Clase B, en su legislación).

## Efectos fisiológicos
Aunque la estructura química de la metanfetamina es similar a la de la anfetamina, sus efectos sobre el sistema nervioso central son más pronunciados. La molécula de metanfetamina tiene la habilidad de cruzar muy fácilmente la barrera hematoencefálica. Esta habilidad permite que los niveles de sustancia en el cerebro alcancen unas 10 veces los niveles en sangre, logrando ejercer su acción casi exclusivamente sobre el sistema nervioso central.[cita requerida]

## Adicción
La metanfetamina es un estimulante incluido por en la Lista II (Schedule II) del Convenio sobre Sustancias Sicotrópicas lo cual significa que la sustancia puede ser adictiva y solo es accesible en algunos países por medio de recetas médicas oficiales, que no se pueden renovar.
La metanfetamina es un estimulante conocido por incrementar la actividad y producir una sensación general de bienestar.
Excita receptores neuronales vinculados a las señales de recompensa y gratificación: produce euforia, alivia la fatiga y mejora el rendimiento en tareas simples.
Se fabrica en laboratorios clandestinos usando procedimientos sencillos y reactivos relativamente baratos, generalmente de fácil acceso. Por esta causa, sobre todo en Estados Unidos, se han establecido normas legales sobre una serie de sustancias químicas que pueden servir como precursores o reactivos en la síntesis de esta droga, por ejemplo la efedrina. Estos factores se combinan para hacer de la metanfetamina una sustancia presente en el mercado de drogas ilícitas, cuyo abuso está muy extendido en Estados Unidos y en varios países de Europa, especialmente en la República Checa.
El producto vendido en la calle se conoce por muchos nombres como «anfetas», «meta», «tina» y «tiza» en español (o bien: meth y crank, en inglés, y shabú en entornos filipinos). El clorhidrato de metanfetamina consiste en pedazos de cristales transparentes parecidos al hielo; al moler estos cristales, se pueden inhalar o bien fumarlos. En esta forma, se conoce como «hielo»,«cristal»,«crico» y «vidrio».
Los efectos de la metanfetamina pueden durar hasta 12 horas. Las personas con adicción a esta sustancia pueden permanecer despiertos durante varios días. Esto genera un creciente agotamiento físico, psicológico y cognitivo.[cita requerida]
La sustancia bloquea las señales somáticas (como fatiga, sueño, hambre) que advierten sobre el deterioro funcional progresivo. En estos casos, una vez que la sustancia abandona el organismo, estos sujetos pueden experimentar, en cierto estado, agitación psicomotora, a veces asociados con delirios persecutorios.
En los casos más graves, el sujeto es inoperante socialmente y llega a cuadros de Disociación psíquica que apenas pueden distinguirse de los que caracterizan a una esquizofrenia paranoide. Estas manifestaciones psiquiátricas de toxicidad se producen por sobredosificación y en casos de adicción crónica a dosis altas (especialmente por vía parenteral); estos casos se denominan psicosis anfetamínica en la práctica clínica.
Otro problema que acarrea el consumo de la metanfetamina es la llamada «boca metanfetamínica», nombre dado al deterioro de los dientes provocado por los largos periodos de sequedad bucal y mala higiene oral durante los periodos de consumo intenso. A estas causas se añade que, debido a la supresión de apetito, los usuarios consumen bebidas carbonatadas y altamente endulzadas, lo cual deteriora aún más los dientes y lleva a los usuarios a describir sus dientes como «ennegrecidos», «podridos» o «cayéndose a pedazos».